# 1991-es CONCACAF-aranykupa
Az 1991-es CONCACAF-aranykupa volt az első kontinentális labdarúgótorna a CONCACAF-bajnokság 1971-es megszűnése óta. 1971 és 1991 között a CONCACAF-zóna világbajnoki-selejtezőinek legjobb csapatát nevezték ki kontinensbajnoknak.
Az észak- és közép-amerikai, valamint a karib-térségbeli labdarúgó-válogatottak részvételével zajló versengésnek az Amerikai Egyesült Államok adott otthont két rendező városban: Los Angelesben és Pasadenában. A tornát végül a házigazda nyerte.

## Részt vevő csapatok
- Egyesült Államok, automatikus résztvevő a rendező jogán
- Mexikó, automatikus résztvevő
- Kanada, automatikus résztvevő
- Costa Rica, a közép-amerikai selejtező győztese
- Honduras, a közép-amerikai selejtező ezüstérmese
- Guatemala, a közép-amerikai selejtező bronzérmese
- Jamaica, a karibi-selejtező győztese
- Trinidad és Tobago, a karibi-selejtező ezüstérmese

## Selejtezők
A három kiemelt észak-amerikai csapat mellé a karibi-zóna döntőbe jutott két csapata, illetve a közép-amerikai-selejtező három legjobb csapata jutott.
- Karibi kupa
- UNCAF-nemzetek kupája

## Csoportkör
A csapatokat két, egyaránt négycsapatos csoportba sorsolták, ahol a válogatottak körmérkőzéses rendszerben mérkőztek meg a továbbjutást jelentő első, vagy második helyért.

### A csoport
| Csapat   | J | Gy | D | V | Rg | Kg | Gk | P |
| -------- | - | -- | - | - | -- | -- | -- | - |
| Honduras | 3 | 2  | 1 | 0 | 10 | 3  | +7 | 5 |
| Mexikó   | 3 | 2  | 1 | 0 | 8  | 3  | +5 | 5 |
| Kanada   | 3 | 1  | 0 | 2 | 6  | 9  | -3 | 2 |
| Jamaica  | 3 | 0  | 0 | 3 | 3  | 12 | -9 | 0 |

| 1991. június 28. |

| Honduras                                                 | 4–2   | Kanada           |
| -------------------------------------------------------- | ----- | ---------------- |
| Bennett 28' (11-esből) Espinoza 35' Calix 44' Flores 51' | (3–0) | Mitchell 66' 72' |

| Memorial Coliseum, Los Angeles Nézőszám: 13,374 Játékvezető: Angeles (USA) |

| 1991. június 28. |

| Mexikó                                   | 4–1   | Jamaica  |
| ---------------------------------------- | ----- | -------- |
| Galindo 28' 51' Zague 36' Hermosillo 53' | (2–1) | Reid 72' |

| Memorial Coliseum, Los Angeles Nézőszám: 13,374 Játékvezető: Success (Antigua és Barbuda-i) |

| 1991. június 30. |

| Honduras                                           | 5–0   | Jamaica |
| -------------------------------------------------- | ----- | ------- |
| Calix 28' 51' Anariba 32' Bennett 69' Yearwood 89' | (2–0) |         |

| Memorial Coliseum, Los Angeles Nézőszám: 4,797 Játékvezető: Forbes (Trinidad és Tobagó-i) |

| 1991. június 30. |

| Mexikó                                               | 3–1   | Kanada     |
| ---------------------------------------------------- | ----- | ---------- |
| Hermosillo 4' de la Torre 40' Galindo 89' (11-esből) | (2–0) | Lowery 83' |

| Memorial Coliseum, Los Angeles Nézőszám: 4,797 Játékvezető: Gutiérrez (Costa Rica-i) |

| 1991. július 3. |

| Kanada                                | 3–2   | Jamaica             |
| ------------------------------------- | ----- | ------------------- |
| Mitchell 36' Miller 54' Limniatis 60' | (1–1) | Wright 42' Reid 63' |

| Memorial Coliseum, Los Angeles Nézőszám: 36,703 Játékvezető: Ortiz (salvadori) |

| 1991. július 3. |

| Mexikó         | 1–1   | Honduras    |
| -------------- | ----- | ----------- |
| Hermosillo 67' | (0–1) | Anariba 10' |

| Memorial Coliseum, Los Angeles Nézőszám: 36,703 Játékvezető: Jay (USA) |

### B csoport
| Csapat             | J | Gy | D | V | Rg | Kg | Gk | P |
| ------------------ | - | -- | - | - | -- | -- | -- | - |
| Egyesült Államok   | 3 | 3  | 0 | 0 | 8  | 3  | +5 | 6 |
| Costa Rica         | 3 | 1  | 0 | 2 | 5  | 5  | 0  | 2 |
| Trinidad és Tobago | 3 | 1  | 0 | 2 | 3  | 4  | -1 | 2 |
| Guatemala          | 3 | 1  | 0 | 2 | 1  | 5  | -4 | 2 |

| 1991. június 29. |

| Costa Rica                        | 2–0   | Guatemala |
| --------------------------------- | ----- | --------- |
| Gómez 14' Flores 17' González 86′ | (2–0) |           |

| Rose Bowl, Pasadena Nézőszám: 18,435 Játékvezető: Sifert (kanadai) |

| 1991. június 29. |

| Egyesült Államok      | 2–1   | Trinidad és Tobago |
| --------------------- | ----- | ------------------ |
| Murray 85' Balboa 87' | (0–0) | Lewis 67'          |

| Rose Bowl, Pasadena Nézőszám: 18,435 Játékvezető: Ortiz (salvadori) |

| 1991. július 1. |

| Trinidad és Tobago   | 2–1   | Costa Rica |
| -------------------- | ----- | ---------- |
| Lewis 38' Thomas 89' | (1–1) | Medford 6' |

| Rose Bowl, Pasadena Nézőszám: 6,344 Játékvezető: Ortiz (salvadori) |

| 1991. július 1. |

| Egyesült Államok                 | 3–0   | Guatemala |
| -------------------------------- | ----- | --------- |
| Murray 11' Quinn 46' Wynalda 52' | (1–0) |           |

| Rose Bowl, Pasadena Nézőszám: 6,344 Játékvezető: Success (Antigua és Barbuda-i) |

| 1991. július 3. |

| Guatemala | 1–0   | Trinidad és Tobago |
| --------- | ----- | ------------------ |
| Espel 89' | (0–0) |                    |

| Memorial Coliseum, Los Angeles Nézőszám: 36,703 Játékvezető: Fuentes (hondurasi) |

| 1991. július 3. |

| Egyesült Államok                                    | 3–2   | Costa Rica            |
| --------------------------------------------------- | ----- | --------------------- |
| Vermes 6' Pérez 49' (11-esből) Marchena 59' (öngól) | (1–2) | Arguedas 30' Jara 33' |

| Memorial Coliseum, Los Angeles Nézőszám: 36,703 Játékvezető: Brizio Carter (mexikói) |

## Egyenes kieséses szakasz
|  |                                |                  |           |                                |       |                  |                  |       |
|  | Elődöntők                      | Elődöntők        | Elődöntők |                                |       | Döntő            | Döntő            | Döntő |
|  | Elődöntők                      | Elődöntők        | Elődöntők |                                |       | Döntő            | Döntő            | Döntő |
|  | Los Angeles, Memorial Coliseum |                  |           |                                |       |                  |                  |       |
|  |                                |                  |           |                                |       |                  |                  |       |
|  | Honduras                       | Honduras         | 2         |                                |       |                  |                  |       |
|  | Honduras                       | Honduras         | 2         | Los Angeles, Memorial Coliseum |       |                  |                  |       |
|  | Costa Rica                     | Costa Rica       | 0         |                                |       |                  |                  |       |
|  | Costa Rica                     | Costa Rica       | 0         |                                |       | Egyesült Államok | Egyesült Államok | 0 (4) |
|  | Los Angeles, Memorial Coliseum |                  |           |                                |       | Egyesült Államok | Egyesült Államok | 0 (4) |
|  |                                |                  | Honduras  | Honduras                       | 0 (3) |                  |                  |       |
|  | Egyesült Államok               | Egyesült Államok | Honduras  | Honduras                       | 0 (3) | 2                |                  |       |
|  | Egyesült Államok               | Egyesült Államok |           |                                |       |                  |                  |       |
|  | Mexikó                         | Mexikó           | 0         |                                |       |                  |                  |       |
|  | Mexikó                         | Mexikó           | 0         | Bronzmérkőzés                  |       |                  |                  |       |
|  |                                |                  |           |                                |       |                  |                  |       |
|  | Los Angeles, Memorial Coliseum |                  |           |                                |       |                  |                  |       |
|  |                                |                  |           |                                |       |                  |                  |       |
|  | Mexikó                         | Mexikó           | 2         |                                |       |                  |                  |       |
|  | Mexikó                         | Mexikó           | 2         |                                |       |                  |                  |       |
|  | Costa Rica                     | Costa Rica       | 0         |                                |       |                  |                  |       |
|  | Costa Rica                     | Costa Rica       | 0         |                                |       |                  |                  |       |

### Elődöntők
| 1991. július 5. |

| Honduras               | 2–0   | Costa Rica |
| ---------------------- | ----- | ---------- |
| Bennett 37' Flores 79' | (1–0) |            |

| Memorial Coliseum, Los Angeles Nézőszám: 41,103 Játékvezető: Angeles (USA) |

| 1991. július 5. |

| Egyesült Államok     | 2–0   | Mexikó |
| -------------------- | ----- | ------ |
| Doyle 48' Vermes 64' | (0–0) |        |

| Memorial Coliseum, Los Angeles Nézőszám: 41,103 Játékvezető: Ortiz (salvadori) |

### Harmadik helyért
| 1991. július 7. |

| Mexikó                | 2–0   | Costa Rica |
| --------------------- | ----- | ---------- |
| Farfán 9' Galindo 89' | (1–0) |            |

| Memorial Coliseum, Los Angeles Nézőszám: 39,873 Játékvezető: Forbes (Trinidad és Tobagó-i) |

### Döntő
| 1991. július 7. |

| Egyesült Államok                                        | 0–0 (h. u.) | Honduras                                                     |
| ------------------------------------------------------- | ----------- | ------------------------------------------------------------ |
|                                                         |             |                                                              |
| Büntetőpárbaj                                           |             |                                                              |
| Balboa Vermes Pérez Caligiuli Eck Quinn Kinnear Clavijo | 4–3         | Castro Anariba Yearwood Flores Zapata Calix Villejo Espinoza |

| Memorial Coliseum, Los Angeles Nézőszám: 39,873 Játékvezető: Brizio Carter (mexikói) |

| 1991-es CONCACAF-aranykupa bajnoka: |
| ----------------------------------- |
| USA 1. cím                          |

## Góllövők
4 gólos:
- Benjamín Galindo

3 gólosok:
- Dale Mitchell
- Eduardo Bennett
- Luis Enrique Calix
- Carlos Hermosillo

## Végeredmény
| Csapat | Csapat             | J | Gy | D | V | Rg | Kg | Gk | %     | P |
| ------ | ------------------ | - | -- | - | - | -- | -- | -- | ----- | - |
| 1      | Egyesült Államok   | 5 | 4  | 1 | 0 | 10 | 3  | +7 | 90,0% | 9 |
| 2      | Honduras           | 5 | 3  | 2 | 0 | 12 | 3  | +9 | 80,0% | 8 |
| 3      | Mexikó             | 5 | 3  | 1 | 1 | 10 | 5  | +5 | 70,0% | 7 |
| 4      | Costa Rica         | 5 | 1  | 0 | 4 | 5  | 9  | -4 | 20,0% | 2 |
| 5      | Trinidad és Tobago | 3 | 1  | 0 | 2 | 3  | 4  | -1 | 33,3% | 2 |
| 6      | Kanada             | 3 | 1  | 0 | 2 | 6  | 9  | -3 | 33,3% | 2 |
| 7      | Guatemala          | 3 | 1  | 0 | 2 | 1  | 5  | -4 | 33,3% | 2 |
| 8      | Jamaica            | 3 | 0  | 0 | 3 | 3  | 12 | 0  | 00,0% | 0 |